# Cmentarz komunalny w Cedzynie
Cmentarz komunalny w Cedzynie (Cmentarz komunalny nr 3 w Kielcach) – cmentarz komunalny w Kielcach, oddany do użytku w 1978. Największa nekropolia w województwie świętokrzyskim.
Cmentarz komunalny nr 3 został oddany do użytku w 1978 w związku z wyczerpywaniem się wolnych miejsc grzebalnych na dotychczasowych nekropoliach komunalnych zlokalizowanych na terenie Kielc. Został zlokalizowany na zachód od wsi Cedzyna (obecnie w całości położony jest w Kielcach). Jego powierzchnia była wielokrotnie powiększana, w 1992 zajmował obszar 20 ha, w 2016 samorząd Kielc zakupił 6,6 ha, które zostały przygotowane na 3600 nowych miejsc grzebalnych, powstało również kolumbarium. Rocznie na cmentarzu w Cedzynie odbywa się ok. 700 pochówków.
Mimo używanego określenia „Cedzyna”, cmentarz nie znajduje się w położonej na wschód od Kielc wsi, lecz w mieście, a dokładniej w części miasta Cedro Mazur. W pobliżu cmentarza znajduje się przystanek „Cedzyna/cmentarz”, który obsługiwany jest przez linie: 10, 47 i 26. Ponadto, niedaleko cmentarza znajdują się przystanki przy ulicy Sandomierskiej, które są obsługiwane dodatkowo przez linie 14, 41 i 43.